# 蒼い瞳とニュアージュ
『蒼い瞳とニュアージュ』（あおいひとみとニュアージュ）は、松岡圭祐の小説。2003年9月に小学館から刊行された。
WOWOWのドラマWで、深田恭子主演でテレビドラマ化され、2007年11月25日に放送された。

## 書籍情報
- 単行本：『蒼い瞳とニュアージュ』、小学館、2003年9月[1]、ISBN 978-4-09-386124-3
- 文庫本：『蒼い瞳とニュアージュ』、小学館文庫、 2004年6月、ISBN 978-4-09-403791-3
- 文庫本：『蒼い瞳とニュアージュ 完全版』、角川文庫、2007年9月22日発売[2]、ISBN 978-4-04-383611-6

## テレビドラマ

### キャスト
- 一ノ瀬恵梨香〈25〉 ‐ 深田恭子（幼少期：荒川ちか）
- 宇崎俊一〈29〉 - 萩原聖人
- 財前靖子 - 麻生祐未
- 緒方麻美 - 佐津川愛美
- 高津朱美 - 佐藤江梨子
- 財前圭一 - 柄本佑（幼少期：岡田琉希）
- 寺瀬修一郎 - 篠井英介
- 林刑事 - 笠木泉
- 北岡刑事 - 丸山智己
- 佐竹先生 - 片桐仁
- 不法投棄の男 - 橋本じゅん
- 落書きする少年 - 小林且弥
- インタビューされる女 - 美甘子
- 紗希 - 田代さやか
- シズカ - 上野なつひ
- アリサ - 土肥美緒
- リポーター - 貞平麻衣子
- 沢井 - 田口浩正
- 木島秘書 - 松岡璃奈子
- 森係長 - 大鷹明良
- 野末刑事局長 - 山崎一
- 甲斐塚英人 - 松重豊
- 緒方和美 - 藤田朋子
- 元宮静雄 - 寺田農
- 須藤道久 - 石橋凌

### スタッフ
- 原作：松岡圭祐『蒼い瞳とニュアージュ 完全版』（角川文庫刊）
- 監督：水谷俊之
- 脚本：青島武
- 音楽：窪田ミナ
- 警察関連アドバイザー：倉田和弥
- 絵本イラスト：柳川淳子
- アクション：佐々木修平
- ガンエフェクト：ビル横山、会田文彦
- カースタント：野呂真治、尾台あけみ、青沼吉尚
- 技術協力：映広
- 美術協力：KHKアート、山崎美術
- スタジオ：東京メディアシティ
- プロデューサー：青木泰憲、平部隆明、梶野祐司
- 制作プロダクション：ホリプロ
- 制作著作：WOWOW

### 原作との主な差異
実質的に原作小説とはまったく違う物語になっている。
- 恵梨香の愛車 - 原作：ベンツSLK350、ドラマ：サリーンS281